# Tour de France 1999
Tour de France 1999 var den 86. udgave af cykelløbet Tour de France, fra 3. juli til 25. juli 1999. Løbet blev vundet af Lance Armstrong og det var hans første sejr af 7 i træk i Tour de France. Lance Armstrong fik dog i efteråret 2012 frataget alle sine Tour de France titler og etapesejre, på grund brug af doping.

## Etaper
| Etape     | Dato     | Strækning                         | km         | Etapevinder        |
| --------- | -------- | --------------------------------- | ---------- | ------------------ |
| Prolog    | 3. juli  | Puy du Fou                        | 7 (ITT)    | Lance Armstrong    |
| 1. etape  | 4. juli  | Montaigu – Challans               | 208        | Jaan Kirsipuu      |
| 2. etape  | 5. juli  | Challans – Saint-Nazaire          | 176        | Tom Steels         |
| 3. etape  | 6. juli  | Nantes – Laval                    | 194.5      | Tom Steels         |
| 4. etape  | 7. juli  | Laval – Blois                     | 194.5      | Mario Cipollini    |
| 5. etape  | 8. juli  | Bonneval – Amiens                 | 233.5      | Mario Cipollini    |
| 6. etape  | 9. juli  | Amiens – Maubeuge                 | 171.5      | Mario Cipollini    |
| 7. etape  | 10. juli | Avesnes-sur-Helpe – Thionville    | 227        | Mario Cipollini    |
| 8. etape  | 11. juli | Metz – Metz                       | 56.5 (ITT) | Lance Armstrong    |
| Hviledag  |          |                                   |            |                    |
| 9. etape  | 13. juli | Le Grand-Bornand – Sestriere      | 213.5      | Lance Armstrong    |
| 10. etape | 14. juli | Sestriere – L'Alpe d'Huez         | 220.5      | Giuseppe Guerini   |
| 11. etape | 15. juli | Le Bourg-d'Oisans – Saint-Étienne | 198.5      | Ludo Dierckxsens   |
| 12. etape | 16. juli | Saint-Galmier – Saint-Flour       | 201.5      | David Etxebarria   |
| 13. etape | 17. juli | Saint-Flour – Albi                | 236.5      | Salvatore Commesso |
| 14. etape | 18. juli | Castres – Saint-Gaudens           | 199        | Dimitri Konyshev   |
| Hviledag  |          |                                   |            |                    |
| 15. etape | 20. juli | Saint-Gaudens – Piau-Engaly       | 173        | Fernando Escartín  |
| 16. etape | 21. juli | Lannemezan – Pau                  | 192        | David Etxebarria   |
| 17. etape | 22. juli | Mourenx – Bordeaux                | 200        | Tom Steels         |
| 18. etape | 23. juli | Jonzac – Futuroscope              | 187        | Gianpaolo Mondini  |
| 19. etape | 24. juli | Futuroscope – Futuroscope         | 57 (ITT)   | Lance Armstrong    |
| 20. etape | 25. juli | Arpajon – Paris                   | 143.5      | Robbie McEwen      |

## Resultater

### Sammenlagt
| Plads | Navn              | Land     | Hold                | Tid      |
| ----- | ----------------- | -------- | ------------------- | -------- |
| 1     | Lance Armstrong   | USA      | U.S. Postal Service | 91:32.16 |
| 2     | Alex Zülle        | Schweiz  | Banesto             | 7.37     |
| 3     | Fernando Escartín | Spanien  | Kelme               | 10.26    |
| 4     | Laurent Dufaux    | Schweiz  | Saeco               | 14.43    |
| 5     | Ángel Casero      | Spanien  | Vitalicio Seguros   | 15.11    |
| 6     | Abraham Olano     | Spanien  | ONCE                | 16.47    |
| 7     | Daniele Nardello  | Italien  | Mapei               | 17.02    |
| 8     | Richard Virenque  | Frankrig | Polti               | 17.28    |
| 9     | Wladimir Belli    | Italien  | Festina             | 17.37    |
| 10    | Andrea Peron      | Italien  | ONCE                | 23.10    |

### Pointkonkurrencen
| Plads | Navn               | Land       | Hold             | Point |
| ----- | ------------------ | ---------- | ---------------- | ----- |
| 1     | Erik Zabel         | Tyskland   | Deutsche Telekom | 323   |
| 2     | Stuart O'Grady     | Australien | Crédit Agricole  | 275   |
| 3     | Christophe Capelle | Frankrig   | Big Mat-Auber 93 | 196   |

### Bjergkonkurrencen
| Plads | Navn             | Land     | Hold             | Point |
| ----- | ---------------- | -------- | ---------------- | ----- |
| 1     | Richard Virenque | Frankrig | Polti            | 279   |
| 2     | Alberto Elli     | Italien  | Deutsche Telekom | 226   |
| 3     | Mariano Piccoli  | Italien  | Lampre-Daikin    | 205   |

### Ungdomskonkurrencen
| Plads | Navn                   | Land     | Hold              | Tid      |
| ----- | ---------------------- | -------- | ----------------- | -------- |
| 1     | Benoît Salmon          | Frankrig | Casino            | 92:01.15 |
| 2     | Mario Aerts            | Belgien  | Lotto-Mobistar    | 10.22    |
| 3     | Francisco Tomas Garcia | Spanien  | Vitalicio Seguros | 16.32    |

### Holdkonkurrencen
| Plads | Hold    | Land     | Tid       |
| ----- | ------- | -------- | --------- |
| 1     | Banesto | Spanien  | 275:05.21 |
| 2     | ONCE    | Spanien  | 8.16      |
| 3     | Festina | Frankrig | 16.13     |